# Olaf Peters (Gewichtheber)
Olaf Peters (* 14. Juli 1956 in Hamburg) ist ein ehemaliger deutscher Gewichtheber und späterer Bodybuilder.

## Leben
Peters besuchte in Hamburg die Stadtteilschule Bramfeld und war hauptberuflich Polizeibeamter.

### Gewichtheben
Peters bestritt seine Wettkämpfe als Gewichtheber des AC Berlin (Athletik-Club Berlin), Bezirk Marzahn-Hellersdorf.
1981 holte er bei den Deutschen Meisterschaften in Offenburg in der Klasse „1. Schwergewicht“ (1. SG) mit 342,5 kg Silber; Rolf Milser holte mit 380 kg den Meistertitel in der 1. SG. 1982 trat er bei den Deutschen Meisterschaften in Wiesbaden in der Klasse „2. Schwergewicht“ (2. SG) an und holte sich hier den Meistertitel.
Er qualifizierte sich für die Olympischen Sommerspiele 1984 in Los Angeles und erreichte dort in der Klasse 2. SG (bis 110 kg) den 8. Platz.
Bei den Deutschen Meisterschaften (Herren – 1. SG) holte er 1987 in Duisburg Bronze und 1988 in Baunatal Gold.

### Bodybuilding
In seiner Heimatstadt Hamburg widmete er sich dann dem Bodybuilding und betreibt seit mehreren Jahren dort in Bramfeld ein Fitness-Studio. 1992 wurde er zusammen mit dem 1981 bereits positiv auf Doping getesteten Gewichtheber Andreas Sollwedel wegen des Verkaufs sogenannter „Hormonpräparate“ wegen Drogenhandel verurteilt.
Bei den Deutschen Meisterschaften 1993 wurde er Dritter im Schwergewicht. Bei den IFBB-Europameisterschaften holte er in der Klasse „Leichtschwergewicht“ (bis 90 kg) 1993 Silber und 1995 Bronze. In Indianapolis siegte er 2001 bei den 9. World Police and Fire Games (WPFG) im Bodybuilding (über 90 kg – Master (A)). Im Seniorenbereich wurde er 2006 in der Altersklasse Ü 50 Weltmeister und 2007 Dritter.
Als Fitness-Trainer war er unter anderem kurze Zeit als Personal Trainer für Serhij Kurtschenko in Kiew tätig.